# Brett Bochy
Pour les articles homonymes, voir Bochy.
Brett Bochy (né le 27 août 1987 à San Diego, Californie, États-Unis) est un lanceur de relève droitier qui a joué pour les Giants de San Francisco dans la Ligue majeure de baseball de 2014 à 2015.
Il est le fils de Bruce Bochy.

## Carrière
Joueur des Jayhawks de l'université du Kansas, Brett Bochy est repêché au 20e tour de sélection par les Giants de San Francisco en 2010.
Il fait ses débuts dans le baseball majeur le 13 septembre 2014 à l'âge de 27 ans avec l'équipe dirigée par son père, Bruce. Il lance une manche et un tiers en relève dans une défaite de 17-0 des Giants aux mains des Dodgers de Los Angeles, et entre dans le match avec les buts remplis et son équipe en déficit de 14 points.
En 2020, il est sélectionné dans l'équipe de France de baseball dirigée par son père.